# أولاد تريع (مڭرس)
أولاد تريع هي إحدى مشيخات المملكة المغربية، تتبع جغرافيا لإقليم الجديدة وإداريًا لمڭرس. يقدر عدد سكانها بـ 7737 نسمة حسب الإحصاء الرسمي للسكان والسكنى لسنة 2004.